# Allocareproctus tanix
Allocareproctus tanix är en fiskart som beskrevs av Orr och Robert C.Busby 2006. Allocareproctus tanix ingår i släktet Allocareproctus och familjen Liparidae. Inga underarter finns listade i Catalogue of Life.